# السي هاستينغز
السي هاستينغز (بالإنجليزية: Alcee Hastings)‏ (و. 1936 – م) هو سياسي، ومحام، وقاض من الولايات المتحدة الأمريكية ولد في ألتامونت سبرنغز، فلوريدا.
وهو عضو في الحزب الديمقراطي الأمريكي .